# 396
| 396                |
| ------------------ |
| Dødsfald - Fødsler |
|                    |

| Gregoriansk kalender | 396 CCCXCVI             |
| Ab urbe condita      | 1149                    |
| Armensk kalender     | I/T                     |
| Kinesiske kalender   | 3092 – 3093 乙未 – 丙申 |
| Etiopisk kalender    | 388 – 389               |
| Jødisk kalender      | 4156 – 4157             |
| Hindukalendere       |                         |
| - Vikram Samvat      | 451 – 452               |
| - Shaka Samvat       | 318 – 319               |
| - Kali Yuga          | 3497 – 3498             |
| Iransk kalender      | 226 BP – 225 BP         |
| Islamisk kalender    | 233 BH – 232 BH         |

Se også 396 (tal)